# Bérbablù
Bérbablù è un film del 2004 diretto da Luisa Pretolani e Massimiliano Valli, e ambientato in Romagna.

## Trama
Narra la storia di un suonatore di organetto nella suggestiva Romagna del 1914.

## Distribuzione
Il film venne distribuito nelle sale e nei festival dal novembre.
- 2004; in DVD nel 2007, diretto insieme a Luisa Pretolani
- 2004, VACA – PAHNI  120' B/n 35 mm
- 2004 -  Festival Cinema e Donne, Firenze, Toronto Film Festival, Canada
- 2005 -  Fuori concorso, Bellaria Film Festival, Bellaria - tour in Argentina: Cordoba, Mendoza, San martin de Los Andes, Viedma.
- 2006 - Festival Italien 2006 Bastia, Corsica, Francia - Annecy Cinéma Italien, Francia